# Petar Ratkov
Petar Ratkov (Servisch: Петар Ратков) (Belgrado, 18 augustus 2003) is een Servische voetballer die speelt bij RB Salzburg in Oostenrijk.
Op 18 juni 2023 tekende Ratkov een contract bij de Oostenrijkse Bundesliga-kampioenen, RB Salzburg.
Ratkov heeft zowel de Bulgaarse als Servische nationaliteit. Hierdoor kan hij voor beide landen uitkomen. In september 2023 weigerde hij een oproep van het Bulgaarse elftal om volledig voor het Servische elftal te gaan. Hij is tevens vrij middelmatig.